# Палестина Прима

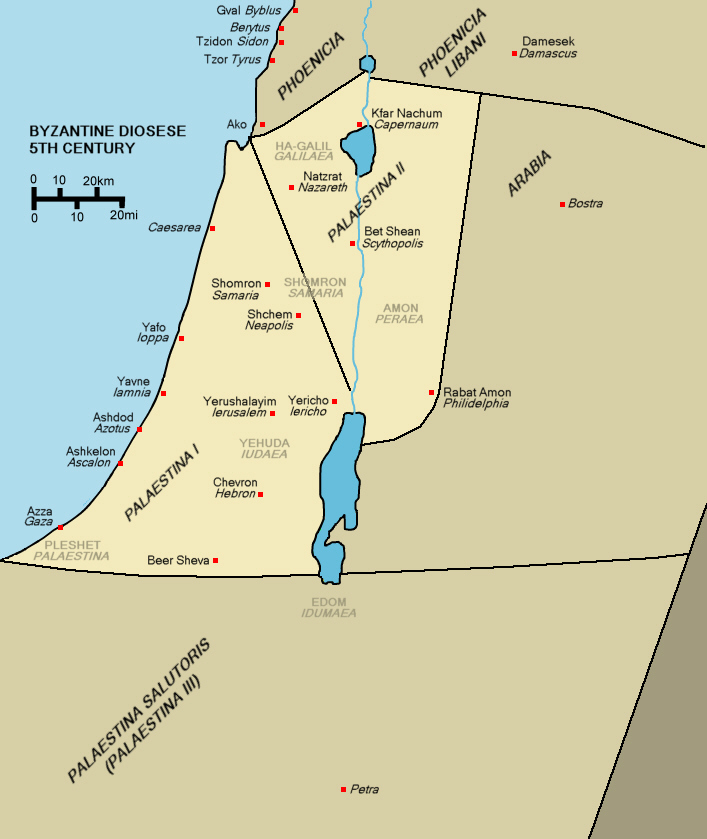
Византийская Палестина в V веке н. э.

Палестина Прима (лат. Palæstina Prima или Palaestina I) — провинция Римской, а затем — Византийской империи на Ближнем Востоке. Существовала под этим названием с 290 по 390 год н. э., до её завоевания мусульманскими армиями (634—636).

## История
Палестина Прима известна как административная единица в поздней Римской империи, созданная императором Диоклетианом в 290-х годах н. э. или позднее — в результате раздела на три части провинции Сирия Палестина (также называемой Палестиной — см. Эрец-Исраэль):
- Палестина Прима (Иудея и Самария) со столицей в Кесарии,
- Палестина Секунда (большая часть Галилеи, Голанские высоты и Перея в Западном Заиорданье со столицей в Скифополисе, и
- Палестина Терция (Моав и Эдом к востоку от реки Иордан и до Эйлатского залива) со столицей в Петре.

В 390-х гг. стала частью диоцеза Восток Римской империи, в который также были включены Исаврия, Киликия, Кипр (до 536 года), Евфратисия, Месопотамия, Осроена, Финикия и Аравия Петрейская.
После включения в Византию, Киликия была разделена на Киликию Прима и Киликию Секунда, Сирия Палестина — на Сирию Прима и Сирию Салютарис, Горный Ливан, Палестину Прима и Палестину Секунда, и в VI веке снова Палестину Салютарис.
Несмотря на христианское доминирование, в течение IV и V веков самаритяне смогли получить некоторую автономию в горной части Самарии. Затем их стремление к независимости постепенно переросло в серию открытых восстаний. которые в конечном счёте привели к гибели основной части самаритян и к значительным со стороны христиан. В конце VI века византийцы и их союзники арабы-гассаниды, понеся тяжёлые потери, почти истребили самаритян.
В 614 году, в ходе Еврейского восстания против византийского императора Ираклия I, Палестина Прима и Палестина Секунда были завоеваны совместно сасанидами и еврейской армией, в результате чего было создано недолго просуществовавшее Сасанидо-еврейское содружество. В 628 году, после вывода войск персов и капитуляции местных еврейских повстанцев, область вновь была включена в Византию.
После арабского завоевания в 634—642 годах Палестина Прима была преобразована в «Джунд (военный округ) Фаластын» с центром в Рамле, а Палестина Секунда — в «Джунд Урдун» (Иордан), Палестина Терция перестала существовать.

## Демография
Доминирующую часть населения провинции Палестина Прима составляли арамейцы и византийцы смешанного греко-римского происхождения. Второй его частью были самаритяне, проживавшие в основном в горной части Самарии и насчитывавшие в IV — V веках до одного миллиона человек. Меньшинство составляли евреи (составлявшие большинство в соседней Палестине Секунда), христиане-гассаниды и набатеи, проживавшие на юге и на востоке в пустыне Арава.